# ماری الکا پانگستو
ماری الکا پانگستو (چینی سنتی: 馮慧蘭؛ چینی ساده‌شده: 冯慧兰؛ پینیین: فنگ هویلان؛ هوکین: فانگ هوئی لان؛ متولد ۲۳ اکتبر ۱۹۵۶) که در حال حاضر به عنوان مشاور ویژه رئیس‌جمهور اندونزی برای همکاری‌های بین‌المللی منصوب شده است، از ۲۱ اکتبر ۲۰۲۴ این سمت را بر عهده دارد. در اوایل نوامبر ۲۰۲۴، او توسط رئیس‌جمهور پرابوو سوبیانتو به عنوان نایب رئیس شورای اقتصاد ملی جمهوری اندونزی منصوب شد و به همراه آقای لوهوت بینسار پانجایتان به عنوان رئیس این شورا خدمت کرد. ماری یک اقتصاددان اندونزیایی است که از سال ۲۰۲۰ تا ۲۰۲۳ به عنوان مدیر عامل سیاست توسعه و مشارکت در بانک جهانی فعالیت داشت. رئیس بانک جهانی، دیوید مالپاس، انتصاب او را در ۹ ژانویه ۲۰۲۰ اعلام کرد و گفت که او مسئول سیاست توسعه و مشارکت در نقش خود در بانک خواهد بود. او پیش از این از اکتبر ۲۰۰۴ تا اکتبر ۲۰۱۱ به عنوان وزیر بازرگانی اندونزی خدمت کرده بود.
در جریان یک تغییر کابینه در اکتبر ۲۰۱۱، او به سمت وزیر گردشگری و اقتصاد خلاق که به تازگی ایجاد شده بود، منصوب شد و این سمت را تا پایان دوره ریاست‌جمهوری سوسیلو بامبانگ یودهویونو در ۲۰ اکتبر ۲۰۱۴ حفظ کرد.

## دوران اولیه زندگی و تحصیل
پانگستو که در جاکارتا به دنیا آمد، وی مدرک لیسانس و فوق‌لیسانس خود را از دانشگاه ملی استرالیا و دکترای خود را در رشته اقتصاد از دانشگاه کالیفرنیا در دیویس، ایالات متحده در سال ۱۹۸۶ گرفت.

## شغل در دانشگاه
پانگستو در ابتدای کار خود در مرکز مطالعات استراتژیک و بین‌المللی (CSIS) در جاکارتا فعالیت می‌کرد و برای مدت طولانی در انجمن‌های تجاری مختلف مانند PECC مشارکت داشت. او به عنوان مدرس در دانشکده اقتصاد و تجارت دانشگاه اندونزی تدریس می‌کرد. او به‌طور گسترده در رسانه‌های اندونزیایی و بین‌المللی و در هیئت ویراستاران خارجی مجله آسیایی تجارت (دانشگاه میشیگان) و بولتن مطالعات اقتصادی اندونزی (تولید شده توسط پروژه اندونزی در دانشگاه ملی استرالیا) فغلیت دارد. او همچنین به عنوان هماهنگ‌کننده گروه ویژه فقر و توسعه برای پروژه هزاره سازمان ملل متحد فعالیت داشته است.
پانگستو پس از پایان دوره وزارت خود، فعالیت‌های منظم خود را در مرکز مطالعات استراتژیک و بین‌المللی در جاکارتا و همچنین به عنوان استاد اقتصاد بین‌الملل در دانشکده اقتصاد دانشگاه اندونزی از سر گرفت.

## حرفه سیاسی
پانگستو اولین زن اندونزیایی چینی‌تبار است که در اندونزی در سمت کابینه فعالیت دارد. وی پس از انتصاب به سمت وزیر گردشگری و اقتصاد خلاق، در بیانیه‌های متعددی به تشریح رویکرد دولت در راستای پرورش بخش‌های خلاق اقتصاد پرداخت.
فهرست اولیه زیربخش‌های مشمول حوزه اقتصاد خلاق وزارتخانه در حدود چهارده تا و به شرح زیر بود:
| - بازارهای هنر و عتیقه - هنرهای نمایشی - صنایع دستی - فیلم، فیلم و عکاسی - مد | - بازی‌های تعاملی - تبلیغات - طراحی - نرم‌افزار و کامپیوتر - موسیقی | - معماری - انتشار - تلویزیون و رادیو - تحقیق و توسعه |

گردشگری
او هنگام تمرکز بر اولویت‌های گردشگری در مجموعه خود، از برنامه‌های توسعه بخش گردشگری حمایت می‌کرد، اما به برخی از مشکلات شناخته شده نیز اشاره کرد. به عنوان مثال، او خاطرنشان کرد که مشکلات بهداشتی، امنیتی و زیرساخت‌های ضعیف مشکلاتی را برای صنعت گردشگری در اندونزی ایجاد می‌کند. او در مورد نیاز به یک استراتژی برای توسعه بخش گردشگری بحث کرد و تأکید داشت که برای ارتقای این بخش در اندونزی باید طیفی از چالش‌ها حل شودو غلبه بر برخی از این چالش‌ها زمان‌برخواهد بود. اقدامات دیگری که او برای ترویج گردشگری اعلام کرد شامل تأکید بر گردشگری ورزشی، با اولویت به ترویج گلف در کوتاه‌مدت و افزایش توجه به فعالیت‌های دیگر مانند قایق‌سواری در بلندمدت بود.
در اواخر سال ۲۰۱۲، پانگستو ابراز امیدواری کرد که تا سال ۲۰۱۴، حدود ۱۰ میلیون گردشگر خارجی از اندونزی دیدن کنند. وی خاطرنشان کرد که به دنبال مشکلات اقتصادی که در سال‌های ۲۰۱۱ و ۲۰۱۲ در منطقه یورو ایجاد شد، تعداد گردشگرانی که از اروپا به اندونزی سفر کرده‌اند، کاهش یافته است. با این حال، او گفت که دولت امیدوار است کاهش گردشگران از اروپا با افزایش ورود گردشگران از کشورهای منطقه ای آسیا-اقیانوسیه جبران شود. او به صورت ویژه به اهمیت بازار چین اشاره کرد که طبق گفته او، تعداد گردشگران خارجی در سال ۲۰۱۱ به ۷۰ میلیون نفر رسید.
اقتصاد خلاق
پس از اینکه در سال ۲۰۱۱ مسئولیت امور اقتصاد خلاق را به عهده گرفت، پانگستو در ترویج طیف گسترده‌ای از فعالیت‌ها در این بخش بسیار فعال بود. او از دولت‌های منطقه درخواست کرد تا فعالیت‌های خلاقانه محلی را ترویج کنند. او همچنین از اهمیت تقویت حقوق مالکیت معنوی برای تشویق هنرمندان جوان اندونزیایی و کارآفرینان خلاق برای توسعه محصولات اندونزیایی صحبت کرد. در نوامبر ۲۰۱۲، با حمایت بنیاد پانگلیکیم، او از سفر نویسنده اقتصاد خلاق جان هاوکینز به جاکارتا برای بحث در مورد سیاست‌های ترویج فعالیت‌های اقتصاد خلاق حمایت کرد.
پانگستو اگرچه در سازمان تجارت جهانی و مجامع بین‌المللی مانند G20 بسیار مورد احترام بود، اما اغلب با همکاران کابینه‌ای که می‌خواستند از منافع داخلی حمایت کنند، درگیر می‌شد.او همچنین توسط گروه‌های صنعتی داخلی به دلیل حمایت از اقدامات ترویج تجارت به جای افزایش حمایت از تولیدکنندگان داخلی مورد انتقاد قرار گرفت.پاسخ او به این انتقادات این بود که توجه داشته باشد که اندونزی باید به تعهدات بین‌المللی برای ارتقای سیاست‌های تجاری‌محور پایبند باشد و تجارت آزادتر، مزایای زیادی برای مصرف‌کنندگان و تولیدکنندگان داخلی در اندونزی به همراه دارد.

## دیگر پیشه‌ها
در اواخر دسامبر ۲۰۱۲، دولت اندونزی پانگستو را به عنوان نامزد برای سمت مدیرکل سازمان تجارت جهانی (WTO) برای جانشینی مدیرکل فعلی، پاسکال لامی، که دوره او در سال ۲۰۱۳ به پایان رسید، معرفی کرد. در آوریل ۲۰۱۳، هر سه نامزد از منطقه آسیا و اقیانوسیه حذف شدند و این نقش در نهایت به روبرتو آزوادو رسید.

## شناخت
در دسامبر ۲۰۱۳، به پاس قدردانی از دستاوردهای وی به عنوان یک اقتصاددان و سیاست‌گذار در آسیا، پانگستو دکترای افتخاری را از دانشگاه ملی استرالیا (ANU) دریافت کرد. وی هنگام بازدید از کانبرا برای دریافت مدرک خود، سال‌های دانشجویی خود در استرالیا را به یاد آورد، درست در همان زمانی که پدرش عضو هیئت علمی دانشگاه ANU بود.

## زندگی شخصی
پانگستو با آدی هارسنو ازدواج کرد و دو فرزند به نام‌های ریموند و آریا دارد.